# Aalupi järv
Aalupi järv (järv = See) ist ein natürlicher See in Kanepi im Kreis Põlva auf dem estnischen Festland. 2,5 Kilometer vom 7,2 Hektar großen See entfernt liegt das Dorf Rebaste und 59,7 Kilometer entfernt liegt der 3555 km² große Peipussee (Peipsi-Pihkva järv).